# هابي ويلز
هابي ويلز (بالإنجليزية: Happy Wheels)‏، هي لعبة فيديو إلكترونية تصفحية على الإنترنت من نوع منصات وكوميديا، وهي من إنتاج ونشر فانسي فورس، وهي الأكثر الموقع الإلكترونية للعبة شعبية في الولايات المتحدة الأمريكية وحول العالم، وميزة اللعبة حيث تختار لأي شخصية أن يظهر في اللعبة وأن يجتاز الفخ والعقبات للوصول إلى نقطة النهاية، وغالباً حينما يقتل الشخصية إما أن ينفجر جسده أو تتقطع أعضاءه، وحيث يمكن للاعب اختيار المراحل التي صنعها المنتجون أو المراحل التي صمم بها معجبو اللعبة.